# Петријин венац (филм)
Петријин венац је југословенски социјални драмски филм из 1980. године, режиран од стране Срђана Карановића по сценарију који је Карановић написао у сарадњи са Рајком Грлићем. Филм је базиран на истоименом роману Драгослава Михаиловића, који је био консултант током снимања.
Радња филма прати живот Петрије (Мирјана Карановић у својој дебитантској улози), жене из рударског села у околини Ћуприје, и њен однос са тројицом мушкараца у предратном, ратном и послератном периоду у Југославији. Поставу филма такође чине: Марко Николић у улози Добривоја, Павле Вуисић у улози Љубише и Драган Максимовић у улози Мисе. Улогу старе Петрије и приповедача филма имала је Даринка Живковић, натуршчик. Филм је сниман крајем 1979. године и почетком 1980. године, на локацији у Сењском Руднику, а музику филма је компоновао Зоран Симјановић.
Петријин венац је имао своју премијеру 28. јула на Филмском фестивалу у Пули, а затим 27. августа 1980. године у биоскопу „Јадран” у Београду. Филм је био велики критички и комерцијални успех. На двадесет и седмом Филмском фестивалу у Пули, Петријин венац је освојио Велику златну арену за најбољи филм, а Мирјана Карановић је освојила Златну арену за најбољу главну женску улогу. Филм је затим емитован на Филмском фестивалу у Венецији као једини представник југословенског филма. Након успеха филма, телевизијска мини-серија, снимана у исто време, емитована је на првом каналу Телевизије Београд од 11. јануара 1982. године.
Југословенска кинотека је 2016. године, у складу са својим овлашћењима, прогласила Петријин венац за културно добро од великог значаја. Две године касније, кинотека је у сарадњи са VIP мобајл и Центар филмом рестаурирала филм.
Рестаурисани филм је претпремијерно приказан у Чачку 12. новембра, а премијерно у свечаној сали Југословенске кинотеке 15. новембра 2018.

## Радња
Петрија Ђорђевић (Даринка Живковић), остарела, али витална и ведра српска сељанка присећа се, кроз ретуширане фотографске радове, свог живота у селу у близини Ћуприје, од тридесетих година прошлог века преко Другог светског рата до послератног раздобља. 
Тридесетих година прошлог века, млада сељанка Петрија (Мирјана Карановић), удаје се за сељака Добривоја (Марко Николић). Добривојева мајка (Љиљана Крстић) мрзи Петрију, јер је ступила у брак без мираза. Због сукоба са његовом мајком, Добривоје прети да ће избацити Петрију на улицу, али то не чини када сазнаје да је Петрија трудна. Девет месеци касније, током жетве, Петрија почиње да се порађа и враћа се на имање где се порађа у штали. Због обичаја који налаже да свекрва мора да пресече пупчану врпцу, Петрија не сече пупчану врпцу након порођаја, чекајући да се њена свекрва врати са жетве, и због тога дете умире. Петрија оптужује своју свекрву да се намерно задржала у пољу да не би исекла пупчану врпцу и тиме убила дете. Годину дана касније, Добривоје и Петрија добијају кћерку, која умире током Народноослободилачке борбе у Другом светском рату од дифтерије. Након што су изгубили двоје деце, Добривоје закључује да Петрија носи несрећу те јој говори да мора да оде.
Желевши да избегне срамоту враћања својој породици, Петрија се запошљава као конобарица код старијег гостионичара Љубише (Павле Вуисић). Након неколико месеци рада, Петрија наилази на Добривоја на пијаци и сазнаје да се поново оженио и добио сина. Љубиша и Петрија се зближавају око својих тешких живота, и проналазе поштовање једно према другом. На послу, Петрија упознаје Мису (Драган Максимовић), младог рудара и виолинисту, склоног пићу и весељу. Она у почетку одбија његове покушаје завођења, сматрајући да је превише незрео, али посустаје када јој он да до знања да жели да је ожени. Комунистички револуционари уништавају Љубишину гостионицу, прозивајући га капиталистом, и он напушта село.
Миса и Петрија се венчавају, и проводе заједно најлепше године Петријиног живота. Једне вечери, Миса бива повређен у руднику и нога му бива сломљена на три места, што Петрија приписује њеном окопавању купуса на Светог Козму и Дамјана, црквени празник и нерадан дан. Миса бива послат за Београд на лечење, а Петрија, заједно са рударом Каменчетом (Вељко Мандић), одлази за Београд да га посети. Након операције, Миса се враћа у село, са једном краћом ногом. Сматрајући да је због своје онемоћалости мањи мушкарац, Миса се окреће пићу и кафани што доводи до раскола између њега и Петрије. Током једне кафанске вечери, Миса има срчани удар и поново бива превезен за Београд, где сазнаје да има цирозу јетре. Петрија поново одлази до Београда да види Мису, и опрашта се од њега. Недуго затим, она добија писмо да је Миса умро.
Рудник у Петријином селу бива затворен 1967. године, а након тога и воз који је пролазио кроз село бива укинут. Као старија жена, Петрија чека да јој се јави Миса и да је позове да му се придружи у надгробном животу, што она очекује да се неће скоро десити, јер је чека још дуг живот.

## Улоге
- Мирјана Карановић — Петрија Ђорђевић
- Даринка Живковић — Стара Петрија
- Драган Максимовић — Миса
- Павле Вуисић — Љубиша
- Марко Николић — Дoбривоје
- Оливера Марковић — Влајна Ана
- Вељко Мандић — Каменче
- Љиљана Крстић — Вела Бугарка
- Мића Томић — Фотограф
- Милош Жутић — Инжењер Марковић
- Раде Марковић — Доктор Николић
- Боривоје Стјепановић — Поштар
- Јосиф Татић — Стамен
- Бранко Цвејић — Доктор Станимировић
- Богосава Никшић  — Болничарка

- Олгица Петровић — Болничарка
- Људмила Лисина — Рускиња
- Каменко Митић — Рудар 1
- Растко Тадић — Рудар 2
- Тони Лауренчић — Омладинац
- Мило Мирановић — Фризер
- Цвијета Месић — Вратарка
- Радмила Живковић — Јелена
- Душан Антонијевић — Железничар
- Новак Станојевић — Поп
- Ратислава Гацић — Косана
- Синиша Кукић — Сељак 1
- Душан Тадић — Сељак 2
- Петар Лупа — Никола Дрвењак

## Настанак

### Предпродукција
Роман Петријин венац, писца и дисидента Драгослава Михаиловића, објављен је 1975. године, након чега је доживео велики критички и комерцијални успех. Роман је био први добитник Андрићеве награде за најбољи роман и номинован је за НИН-ову награду 1976. године. Те исте године, дело је први пут адаптирано, за позориште, од стране студената четврте године Факултета драмских уметности у режији Огњенке Милићевић. Изведена у „Атељеу 212”, представа је била монодрама, а улогу Петрије тумачила је  Снежана Савић. До краја 1976. године, представа је изведена и у Народним позориштима у Београду, Нишу и Лесковцу.
Срђан Карановић је роман прочитао 1977. године на летовању у Грчкој и понудио је Телевизији Београд да адаптира роман у серију. О одлуци је у интервјуу за часопис Кинотека рекао: „После Мириса пољског цвећа било ми је мало доста натуршчика и естетског несташлука који у њему постоји. Хтео сам да се мало уозбиљим и онда је настао Петријин венац.” Уредници Телевизије Београд, предвођени Вуком Крњевићем, су прихватили Карановићев предлог, вођени жељом да понове колосални успех његове серије Грлом у јагоде. Након промене главног уредника, незадовољно Карановићевим предлогом да серија буде дуга десет епизода, уредништво Телевизије Београд је постепено захтевало од Карановића да преправља сценарио и смањи број планираних епизода, док на крају Карановић није одлучио да роман адаптира у филм.
Карановићева одлука да адаптира Петријин венац у филм изненадила је бројне књижевне и филмске критичаре Југославије, који су сматрали да је роман немогуће адаптирати. Петријин венац је био Карановићев први покушај адаптације књижевног дела и о томе је рекао: „Желео сам да се намучим и исцедим из себе нешто што је на свој начин аутентично и другачије. Филмови су у ствари нека врста игра, а у свакој игри постоје различита правила. Користио сам различита правила у снимању различитих филмова.” Карановић је ради тачности приказа српског села, екстензивно истраживао сеоске обичаје и традиције, у сарадњи са етнологом Ранком Баришићем.
Филм је настао у копродукцији Центар филма и Телевизије Београд, док је сценарио настао као заједнички рад Срђана Карановића и Рајка Грлића. Писање сценарија је прво понуђено Драгославу Михаиловићу, али је он ту понуду одбио. Грлић је у разговору за емисију Заводљива телевизија умањио свој допринос на сценарију филма рекавши да је његова улога била да заједно са Карановићем креира „драматуршки оквир” око којег би Карановић касније написао читав сценарио. Део филма је финансирала Комисија за културу Србије, која је заузврат тражила да се филм преради у телевизијску мини-серију у четири наставка.

### Продукција
Мирјана Карановић није била први избор режисера Срђана Карановића за улогу Петрије Ђорђевић. За Карановићеву, Срђан Карановић је сазнао по препоруци режисера Горана Марковића, и у тренутку припреме филма, она је била студент друге године Факултета драмских уметности и требала је да глуми ситну улогу у серији Седам секретара СКОЈ-а.
Карановићева је прошла три круга пробних снимања пре него што је одабрана за улогу Петрије, јер је Карановић Петрију „другачије замишљао”. Сцена у којој Петрија губи своје прво дете, била је пресудна при одабиру Карановићеве за улогу. У разговору за емисију Заводљива телевизија Карановићева је рекла: „Ја сам [ту сцену] урадила, како, не знам. И сви су одахнули. После су ми рекли да су сви чекали да се та сцена заврши, да би онда били сигурни да ја могу да одиграм ту улогу.” Карановићева је раније импресионирала ствараоце филма током њеног пробног снимања са Драганом Максимовићем, приликом ког је Томислав Пинтер, директор фотографије филма рекао: „Ево, ова девојка има емоција, а све друго је можемо научити.”
О кастингу Карановићеве у улогу Петрије, Карановић је рекао: „Главни проблеми су били док нисмо нашли главну глумицу. Када смо је нашли, кад сам се уверио да је Мирјана Карановић одлична за ту улогу, најбоља од свих које смо звали на пробна снимања, и кад сам се уверио да ми није никакав род, све је даље текло без проблема.”
Улогу старије Петрије и приповедача филма тумачила је Даринка Живковић, натуршчик из села Доња Мутница близу Параћина. Она је одабрана за улогу Петрије, када је примећена од стране директора за кастинг при повратку са њиве. Кастовању Даринке се противио њен муж Милорад који је у интервјуу за Вечерње новости рекао: „Нема ту пуно да се збори, ја сам узео жену, честиту сељанку, а не глумицу.” Милорад није дозвољавао Даринки да спава ван куће током снимања, па ју је сниматељска екипа сваке вечери враћала кући и долазила по њу сутрадан ујутру. Касније, Милорад је забранио Даринки да оде у Хрватску на Филмски фестивал у Пули рекавши јој: „Жени је место у кући, а не тамо негде, где никога не познајеш!” Даринка је упркос свему имала позитивно искуство током снимања, рекавши у интервјуу за Политику: „Опет ме је преплавио понос што је мени, обичној сељанки, успело да удовољим свим замислима режисера, а толики људи се школују за глумце, а никада се не појаве на филму.”
Филм је сниман на локацији у поморавском селу Сењски рудник у близини Деспотовца, а директор фотографије био је Томислав Пинтер. Карановић је постигао уникатни изглед филма описивајући Пинтеру да би желео да филм изгледа „као када би Висконти дошао на српско село и снимио филм”. Снимање је трајало од краја 1979. године до марта 1980. године.
Музику за филм компоновао је Зоран Симјановић. Описана као Симјановићева „најсрпскија тема”, тема за филм Петријин венац настала је под Симјановићевим инсистирањем да за тему користи виолину, а не хармонику јер је хармоника у српску музику „ушла много касније”. Музику је одсвирао Александар Шишић, у том тренутку вођа Народног оркестра Радио Београда. О Шишићу, Симјановић је рекао да га је: „највише ценио као интерпретатора такве музике” и да је зато одабран за свирање Симјановићеве композиције.
Неколико сцена из филма морало је да буде исечено или измењено ради цензуре. Реплика „Боље му је да умре са две, него да живи с једну ногу” коју Петрија изговара доктору Николићу након Мисине несреће у руднику, морала је да буде исечена како се не би повукле нежељене паралеле са ампутацијом ноге Јосипа Броза Тита, која је извршена у време снимања филма. Цензори су такође захтевали измене на сценама параде и краја филма, који је цензор описао као: „црну слику света, социјалистичке реалности”. Карановић је невољно начинио ове измене пре премијере филма на Филмском фестивалу у Пули.

## Критика и пријем
Петријин венац је имао своју ванфестивалску премијеру 27. августа 1980. године у биоскопу „Јадран”, и био је комерцијални успех, надмашивши амерички филм Крамер против Крамера по броју проданих карата; реткост за југословенски филм. Филм је рестауриран на иницијативу Југословенске кинотеке у сарадњи са Центар филмом и компанијом VIP мобајл, у оквиру пројекта VIP Кинотека. Рестаурисана верзија филма имала је своју претпремијеру у Чачку 12. новембра 2018. године, а премијерно у свечаној сали „Душан Макавејев” Југословенске кинотеке 15. новембра 2018. године.
Мишљења домаћих критичара била су махом позитивна. У рецензији за Књижевне новине, Милорад Вучелић описује Петријин венац као „филм завидног професионалног нивоа” и о њему пише: „Карановићев филм за који се без предомишљања може рећи да представља његово досад најбоље остварење, уверљиво доказује и показује да уметност може бити аутентичнија од самих докумената.” У рецензији за босанскохерцеговачки часопис Синеаст, филмолог Северин М. Франић написао је о филму: „Петријин венац је емотивно пребогат филм, вођен дисциплиновано, умерен у казивању неких значајнијих истина о животу, бриљантан код избора глумице која ће тумачити лик Петрије, Мирјане Карановић”, али је нагласио да је филм инфериоран оригиналном роману и да му недостаје одређена „духовно-мисаона тежина”. У рецензији у којој пореди филм са романом, за часопис Књижевна реч, Богдан Калафатовић говори о филму: „Градећи Петријин свет, Карановић је свему хтео да пружи печат аутентичности [...] Међутим, и поред познавања [sic] на прецизан социјални контекст, и поред тачног избора амбијента, Карановић је врло ретко успевао да се уздигне изнад нивоа илустрације романа.”
Петријин венац се, поред Филмског фестивала у Пули, приказивао или такмичио на филмским фестивалима у Венецији, Амстердаму, Ла Рошелу и Монпељеу. Рецензије италијанских критичара који су гледали филм на Филмском фестивалу у Венецији, биле су универзално позитивне. Ђанлуиђи Ронди, новинар за дневне новине Il Tempo о филму пише: „Виђен и драматизован као старе добре приче које се увече препричавају, тако једноставан, филм тече и нас гледаоце неосетно увлачи у причу. Кроз свој ауторски филтер, режисер са нарочитим укусом и стилом, предочава цео склоп. Захваљујући тој двојности, доспео је до перфектне симбиозе.” Стефано Ређијани у својој рецензији за новине La Stampa говори: „У најбољим моментима филма, подсећање на исконске беде представља велику снагу која нас доводи до историјске рефлексије.” Ађео Савиоли, новинар недељника Unita у свом тексту поздравља нову генерацију југословенских режисера и о Петријином венцу пише: „Петријин венац се појављује као веома значајно дело и то својом прецизно постављеном тематиком и чистотом представљања.”
Филм је своју премијеру у Сједињеним Америчким Државама имао 1983. године у Линколн плази у Њујорку. У рецензији за Њујорк Тајмс, Џенет Меслин говори: „Чак и када су догађаји у причи најсрцепарајући, филм задржава прост понос који уме да буде прогањајући” и наглашава да Мирјана Карановић у улози Петрије: „носи са собом чврстину изузету икаквог самосажаљења”.

## Награде
Листа значајнијих награда које је филм освојио или за које је био номинован:
| Награда                                              | Категорија                                  | Номинован         | Резултат   |
| ---------------------------------------------------- | ------------------------------------------- | ----------------- | ---------- |
| Награде Филмског фестивала у Пули                    | Златна арена за најбољи филм                | Петријин венац    | Освојено   |
| Награде Филмског фестивала у Пули                    | Златна арена за најбољу главну женску улогу | Мирјана Карановић | Освојено   |
| Награде Филмског фестивала у Пули                    | Награда Јелен                               | Петријин венац    | Номинација |
| Награде Фестивала —„ Филмски сусрети”                | Гран при „Ћеле кула”                        | Мирјана Карановић | Освојено   |
| Награде Фестивала —„ Филмски сусрети”                | Награда за женску епизодну улогу            | Радмила Живковић  | Освојено   |
| Награде Фестивала —„ Филмски сусрети”                | Наградна повеља                             | Драган Максимовић | Освојено   |
| Награде Фестивала филмског сценарија у Врњачкој Бањи | Награда за сценарио према књижевном делу    | Срђан Карановић   | Освојено   |
| Награде Фестивала филмског сценарија у Врњачкој Бањи | Специјална награда града домаћина           | Мирјана Карановић | Освојено   |
| Награде Фестивала медитеранског филма у Монтпељеу    | Специјална награда                          | Срђан Карановић   | Освојено   |

### Остали успеси
Петријин венац се два пута пронашао на листама најбољих домаћих филмова по гласовима филмских критичара. Прва листа сачињена од тридесет филмова и састављена 1983. године анкетним испитивањем југословенских критичара и теоретичара од стране чланова филмске редакције ТВ Београд, Илустроване Политике и Центра за истраживање програма и аудиторијума, прогласила је Петријин венац 22. најбољим југословенски филмом насталим у периоду од 1945 до 1982. године. Друга листа, састављена 1996. године од стране Југословенског одбора Академије филмскe уметности и наукe и сачињена од десет филмова, прогласила је Петријин венац за осми најбољи југословенски филм настао у периоду од 1945 до 1995. године.
Југословенска кинотека је, у складу са својим овлашћењима на основу Закона о културним добрима, 28. децембра 2016. године прогласила сто српских играних филмова (из периода од 1911 до 1999) за културно добро од великог значаја. На тој листи се налази и филм Петријин венац.

## Телевизијска мини-серија
Телевизијска мини-серија такође названа Петријин венац, снимана истовремено са филмом, емитована је на првом каналу Телевизије Београд у периоду од једанаестог јануара до првог фебруара 1982. године. Сцене које су снимане специфично за серију снимане су камером од 16 милиметара, док су сцене које се појављују и у филму и у серији снимане камером од 35 милиметара. Телевизијска серија је топло прихваћена од стране домаћих и страних критичара, и била је, са серијама Коже и Непокорени град, најгледанија серија 1982. године.

### Епизоде
| Бр. еп. (укупно) | Бр. еп. (у сезони) | Наслов          | Редитељ         | Сценариста                   | Премијера        |
| ---------------- | ------------------ | --------------- | --------------- | ---------------------------- | ---------------- |
| 1                | 1                  | Увеличане слике | Срђан Карановић | Срђан Карановић, Рајко Грлић | 11. јануар 1982. |
| 2                | 2                  | Најлепше године | Срђан Карановић | Срђан Карановић, Рајко Грлић | 18. јануар 1982. |
| 3                | 3                  | Несрећа         | Срђан Карановић | Срђан Карановић, Рајко Грлић | 24. јануар 1982. |
| 4                | 4                  | Последњи воз    | Срђан Карановић | Срђан Карановић, Рајко Грлић | 1. фебруар 1982. |

## Утицај и наслеђе
Улога Петрије била је кључна у каријери Мирјане Карановић и упамћена је као једна од њених најупечатљивијих. Карановићева је 2021. године поново тумачила Петрију у аудио-књизи Петријин венац, а затим и у монодрами Петријин венац 2022. године. Монодраму је режирала Ана Маричић и она је имала своју премијеру 21. октобра 2022. године у Театру на брду.
Редитељке Слободанка Радун и Милица Ли Филиповски су навеле Петријин венац као свој омиљени филм. Плакат филма био је изложен у изложби „Трагови једног времена — филмски плакат 1980-1989”, где га је, заједно са плакатом филма Посебан третман Горана Паскаљевића, новинар Времена Зоран Јанковић описао као: „успели пример импресионистичког и асоцијативног приступа ликовности који срећемо код филмских плаката”. Насликани кадрови из филма Петријин венац били су, заједно са кадровима других југословенских филмова, тема изложбе „Кино око”, мултимедијалне и ликовне уметнице Јелене Јелаче.